# 大村線
大村線（おおむらせん）は、長崎県佐世保市の早岐駅から長崎県諫早市の諫早駅に至る九州旅客鉄道（JR九州）の鉄道路線（地方交通線）である。

## 概要
大半の区間で大村湾東岸に沿って走り、長崎県の佐世保市から諫早市を経て長崎市を結ぶ列車が運行されている。長崎県内のみを走る線区としてはJRでは唯一の存在である。沿線人口も多く生活路線となっており、県内の重要路線でもある。
ほとんどの区間が非電化であるが、沿線にあるハウステンボスへのアクセス列車である特急「ハウステンボス」が乗り入れるため、早岐駅 - ハウステンボス駅間のみ電化されている。
早岐駅 - ハウステンボス駅間および竹松駅 - 諫早駅間はIC乗車カード「SUGOCA」の利用可能エリアに含まれている。なお、「福岡・佐賀・大分・熊本エリア」に含まれる早岐駅 - ハウステンボス駅間と「長崎エリア」に含まれる竹松駅 - 諫早駅間を跨っての利用はできない。また、リアルタイム列車位置情報システム「どれどれ」は、大村線の閉塞方式がCTC非対応のため、使用できないが、長崎本線のページの諫早駅、佐世保線のページの早岐駅に停車中の列車のみ閲覧できる。
大村線関連の特別企画乗車券として、佐世保駅 - 長崎駅間が2日間乗り放題になる「ぶらり大村線きっぷ」が発売されている。
元々は長崎本線の一部で、1934年に長崎本線から分離された際は佐世保線側の早岐駅が起点となり、列車は佐世保線に合わせて諫早・長崎方面が下り、早岐・佐世保方面が上りとなっている。 
2022年9月23日の西九州新幹線開業により、新大村駅 - 諫早駅間が新幹線と並行するようになったが、選択乗車はできない（「西九州新幹線との関係」の節も参照）。

### 路線データ
- 管轄（事業種別）：九州旅客鉄道（第一種鉄道事業者）
- 路線距離（営業キロ）：47.6 km
- 軌間：1067 mm
- 駅数：15（起終点駅含む）
  - 大村線所属駅に限定した場合、起終点駅（早岐駅は佐世保線、諫早駅は長崎本線の所属[6]）が除外され、13駅となる。
- 複線区間：なし（全線単線）
- 電化区間：早岐駅 - ハウステンボス駅間（交流20,000 V・60 Hz）
- 閉塞方式：特殊自動閉塞式（電子符号照査式）
- 最高速度：95 km/h[2]

全線が長崎支社の管轄である。

### 利用状況
各年度の平均通過人員（人/日）および旅客運輸収入は以下のとおりである。
| 年度                   | 平均通過人員（人/日） | 旅客運輸収入 （百万円/年） | 出典   |
| 年度                   | 早岐 - 諫早           | 旅客運輸収入 （百万円/年） | 出典   |
| ---------------------- | --------------------- | -------------------------- | ------ |
| 1987年度（昭和62年度） | 3,197                 |                            | [ 7 ]  |
| 2016年度（平成28年度） | 5,253                 | 1,066                      | [ 8 ]  |
| 2017年度（平成29年度） | 5,246                 | 1,066                      | [ 9 ]  |
| 2018年度（平成30年度） | 4,968                 | 983                        | [ 10 ] |
| 2019年度（令和元年度） | 4,712                 | 925                        | [ 7 ]  |
| 2020年度（令和02年度） | 3,520                 | 550                        | [ 11 ] |
| 2021年度（令和03年度） | 3,655                 | 603                        | [ 12 ] |
| 2022年度（令和04年度） | 4,007                 | 718                        | [ 13 ] |
| 2023年度（令和05年度） | 4,203                 | 791                        | [ 14 ] |

## 運行形態

### 優等列車
電化区間である早岐駅 - ハウステンボス駅間には、博多駅 - ハウステンボス駅間の特急「ハウステンボス」が平日5往復、土曜・休日8往復運転されている。ピーク期やハウステンボスでのイベント時にはさらに増発されることもある。「ハウステンボス」はピーク期やハウステンボスでのイベント日の臨時列車の一部を除いて、大村線以外の区間で佐世保線佐世保駅発着の特急「みどり」に併結されて運転され、「みどり」に併結される列車は大村線内でワンマン運転が行われている。また、かつて「ハウステンボス」が5往復運転の日には、「ハウステンボス」のうち運転されない2往復の時刻で、早岐駅で「みどり」に接続するシャトル列車「ハウステンボスリレー号」が早岐駅 - ハウステンボス駅間に運行されていたが、2017年11月30日限りで運行を終了している。
非電化区間であるハウステンボス駅 - 諫早駅間には2022年9月23日現在毎日運行される優等列車はない。かつて長崎本線の一部だったこともあり、大村線を経由して博多駅や本州と長崎駅を結ぶ優等列車が設定されていたが、1988年3月13日に唐津駅 - 長崎駅間で運行されていた急行「平戸」が廃止され優等列車が消滅した。1999年に佐世保駅 - 長崎駅間を大村線経由で運行する特急「シーボルト」が設定されたが、後述の「シーサイドライナー」とさほど所要時間が変わらないことなどから利用が振わず2003年3月15日に廃止され、再び非電化区間から優等列車が消滅した。2022年9月23日からはD&S列車である特急「ふたつ星4047」の午後便が長崎駅 → 武雄温泉駅間で運行を開始しており、週末を中心に上り1日1本のみであるが、19年半ぶりに非電化区間の優等列車が復活している。

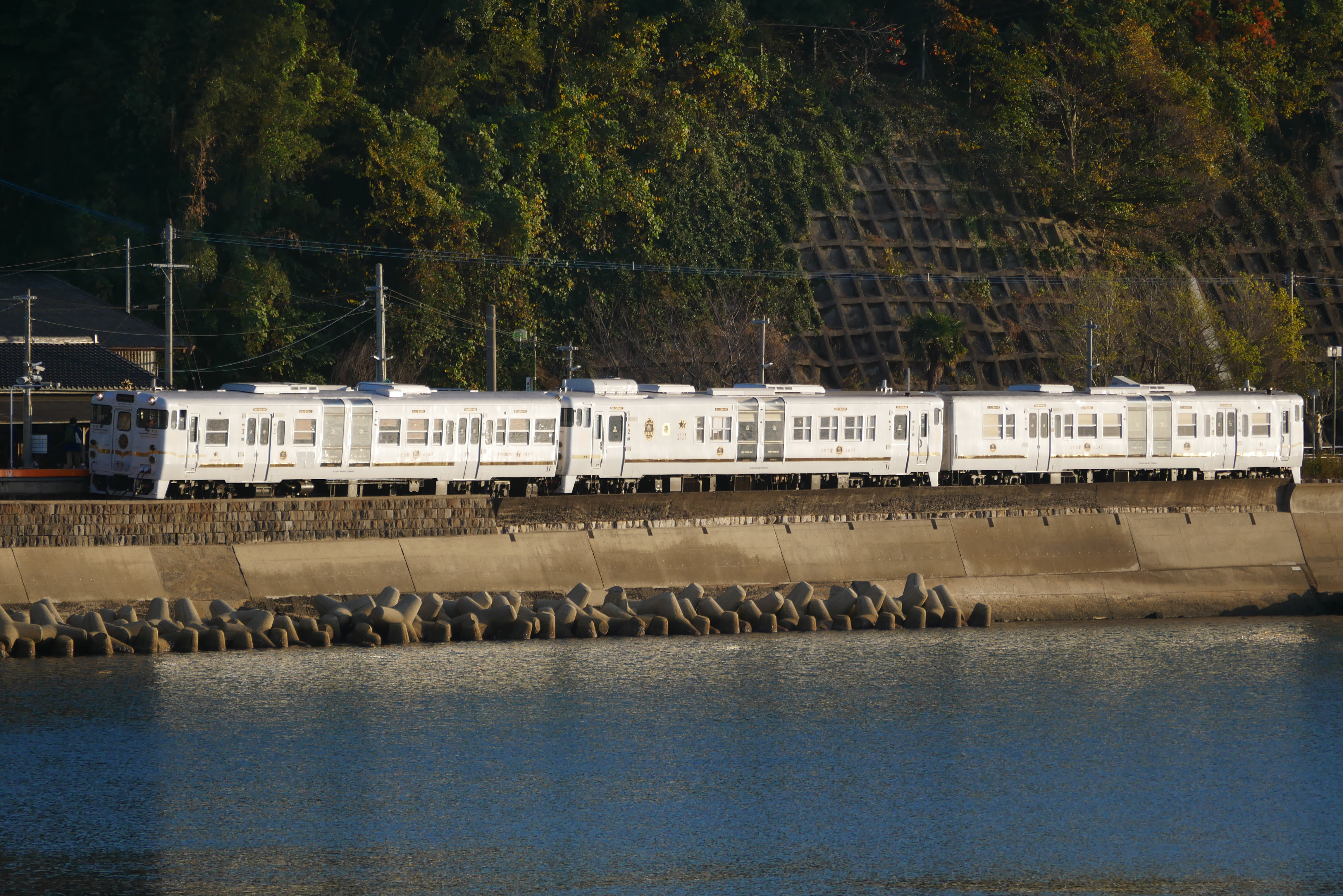
特急「ふたつ星4047」（2022年 千綿駅）

### 地域輸送

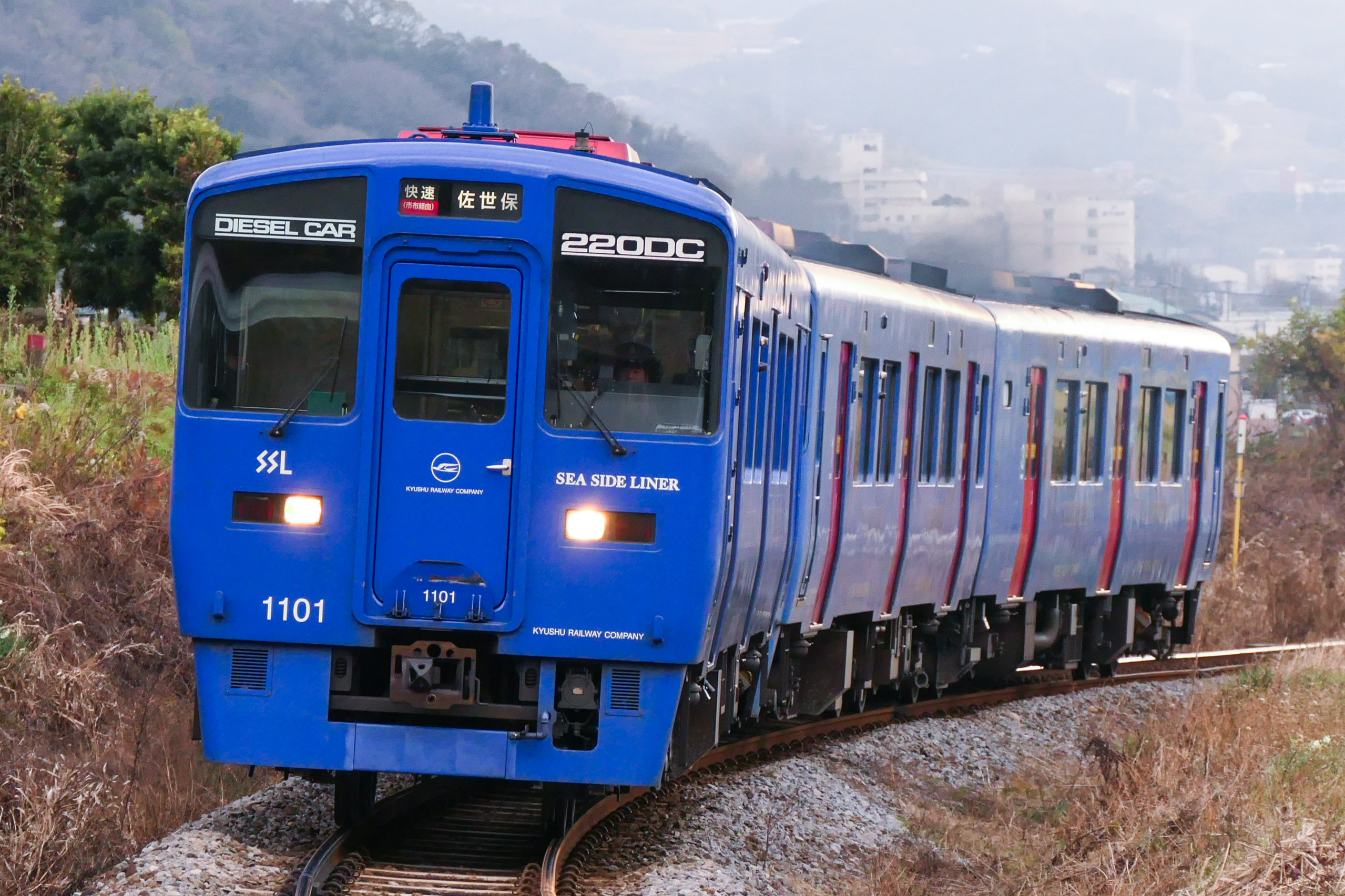
快速「シーサイドライナー」

普通列車は全線を通して運転される列車のほか、竹松駅 - 諫早駅・長崎駅間の区間運転列車が日中を中心に設定されている。線内で完結する列車は少なく、大半が佐世保線佐世保駅または長崎本線長崎駅まで直通している。竹松駅 - 諫早駅間は区間運転列車を含め30分 - 1時間に1本程度と運転本数が多い。一方で早岐駅 - 竹松駅間は朝と夕方以降のみの運転で、日中は後述の区間快速が普通列車の役割を兼ねている。普通・区間快速を合わせるとほとんどの時間帯で1時間に1本の運転は確保されている。
快速列車は、佐世保駅・早岐駅・竹松駅 - 長崎駅間に「シーサイドライナー」が下り14本・上り15本設定されている（竹松駅発着は朝の1往復のみ）。このうち昼間の6.5往復は2018年3月17日のダイヤ改正から佐世保駅 - 竹松駅間の各駅に停車する区間快速として運転されている。快速・区間快速は線内の一部の駅を通過するが、先行列車の追い抜きはなく、すべての列車が早岐駅または諫早駅まで先着する。
2022年までは臨時列車として、有田陶器市期間中に武雄温泉駅・上有田駅 - 長崎駅間の快速「有田陶器市20・21号」が運行されていた（2023年からは西九州新幹線に接続するシャトル列車を運行することになったため終了）。かつては「シーサイドライナー」が増結される際に指定席が設定されることがあったが、全車自由席で運行されている。なお、「有田陶器市号」は3両のうち1両が指定席として運行されていた。
車両は普通・快速列車とも2020年3月からはYC1系気動車が使用され、2021年7月1日よりYC1系に統一されている。
また、2021年10月1日からは3・4両ワンマン運転を開始し、全列車がワンマン運転となった。3両以上のワンマン列車は無人駅でもすべてのドアが開く（客がボタンを押して半自動ドアを開ける。運賃や乗車券は駅の集札箱に入れる）。
長崎駅に直通する列車は、長崎本線の喜々津駅 - 浦上駅間では普通列車の大半が長与駅経由の旧線、「シーサイドライナー」全列車とごく一部の普通列車は市布駅経由の新線を経由している。
千綿駅・小串郷駅では前後の駅間が長く、列車交換ができないため運行上のネックとなっている。そのため手前の駅での待ち合わせが多く、上りは松原駅・川棚駅、下りは南風崎駅・彼杵駅で普通列車を中心に長時間停車する列車も多い。また、快速列車が通過する松原駅・南風崎駅においては時折運転停車も行われる。2012年以降、ハウステンボス駅では同駅を跨いで運行する列車同士の交換ができなくなったため（一方がハウステンボス駅折り返し列車の場合は交換可能）、早朝や夜間を中心に南風崎駅での列車交換が多くなっている。このほか諏訪駅および2022年9月新設の大村車両基地駅・新大村駅でも列車交換ができないが、これらの駅の前後は駅間が短いためそれほどネックにはならない。
なお、快速「シーサイドライナー」の一部が佐世保駅から松浦鉄道西九州線佐々駅またはたびら平戸口駅まで乗り入れていたが、2006年3月18日のダイヤ改正で中止された。
2009年3月14日のダイヤ改正より、松浦鉄道からの直通運転が再開された。1往復のみの設定で、下りは伊万里駅 - ハウステンボス駅間、上りはハウステンボス駅 - たびら平戸口駅間で運転されていたが、2011年3月12日のダイヤ改正で松浦鉄道からの直通運転は早岐駅までに短縮され、大村線には乗り入れなくなった。

### 団体専用列車
「或る列車」が、「長崎コース」として大村線経由で長崎駅 - 佐世保駅間に運行される。
また、クルーズトレイン「ななつ星 in 九州」が、2015年3月からの1泊2日コースにおいて長崎へ向かう際の往路で大村線を経由する。

## 使用車両
- 気動車
  - キロシ47形（「或る列車」用）
  - キハ40系・キハ140系（「ふたつ星4047」用）
  - YC1系（全線）
- 電車
  - 783系（ハウステンボス駅 - 早岐駅間、特急ハウステンボス・ハウステンボスリレー号）

臨時列車としては、787系、817系、415系などが乗り入れたことがある。817系はハウステンボスリレー号に使用されることもある。
- 客車
  - 77系（「ななつ星in九州」用）
- 機関車
  - DF200-7000（「ななつ星in九州」牽引用ディーゼル機関車）

### 過去の主な使用車両
- キハ40形・47形 - 国鉄時代より普通列車で使用されていたが、2002年に全車他地区へ転出し大村線からは撤退した（上記の「或る列車」「ふたつ星4047」を除く）。
- キハ66・67形 - 2001年10月に筑豊本線・篠栗線の電化に伴い全車が筑豊地区から長崎地区に転入。リバイバル国鉄色車を除きキハ200形に準じた塗装に変更され、快速「シーサイドライナー」や普通列車に使用された。2021年6月30日をもって運転を終了した[17][18][19]。
- キハ200系・キハ220形 - 1994年に快速「シーサイドライナー」用としてキハ200形5編成10両を新製投入。塗装は他地域のキハ200形と異なり、青色地にドアが赤色であった。その後、他地区への転出や他地区からの転入があり、両運転台形のキハ220形は長崎地区への新製投入はなかったものの2009年から2015年にかけて計4両が長崎地区に転属し、朝と夕のラッシュ時はキハ200形の2両に増結されたり、それ以外の時間帯ではキハ220形同士の2両で運行されていた。2021年3月11日をもって運用終了し転出した[20][21]。

## 歴史
大村線は鳥栖と長崎を結ぶ長崎線として九州鉄道により建設されたもので、1907年に鉄道国有法により官設鉄道に編入された。現在の長崎本線のルート（有明線）が開通した1934年に長崎本線から分離され、大村線となった。
- 1898年（明治31年）
  - 1月20日：九州鉄道が早岐駅 - 大村駅間を長崎線として開業、南風崎・川棚・彼杵・松原・大村の各駅を新設。
  - 11月27日：大村駅 - 諫早駅 - 長与駅間を延伸開業し鳥栖駅 - 長崎駅間が全通、現在の大村線関係では諫早駅を開業。
- 1907年（明治40年）7月1日：鉄道国有法により九州鉄道が買収され、官設鉄道となる。
- 1909年（明治42年）10月12日：国有鉄道線路名称制定により、鳥栖駅 - 早岐駅 - 長崎駅間が長崎本線となる。
- 1922年（大正11年）5月25日：竹松駅を新設。
- 1928年（昭和3年）4月20日：千綿駅を新設。
- 1934年（昭和9年）12月1日：長崎本線から早岐駅 - 諫早駅間を分離して大村線とする[5]。
- 1944年（昭和19年）10月21日：小串郷駅を新設。
- 1945年（昭和20年）4月20日：岩松駅を新設。
- 1987年（昭和62年）4月1日：国鉄分割民営化により九州旅客鉄道が承継、全線の貨物営業を廃止。
- 1989年（平成元年）3月11日：諏訪駅を新設[22]。
- 1992年（平成4年）3月10日：ハウステンボス駅を新設、早岐駅 - ハウステンボス駅間を交流60Hz・20kVで電化。
- 2002年（平成14年）
  - 3月23日：全線でワンマン運転開始[23]。
  - 11月18日：たびら平戸口駅 - 大村駅間において、キハ185系気動車を使用したお召し列車を運行。お召し列車での気動車使用はこれが初めて
- 2012年（平成24年）12月1日：竹松駅 - 諫早駅の各駅でICカード「SUGOCA」の取り扱いを開始[24]。
- 2018年（平成30年）3月17日：昼間時の快速列車が区間快速に変更[25]。
- 2020年（令和2年）3月14日：ダイヤ改正より順次ハイブリッド車両YC1系を投入[26]。
- 2021年（令和3年）
  - 3月11日：キハ200形・キハ220形の運用が終了[20][21]。
  - 6月30日：キハ66・67形が運行を終了[17][18][19]。
  - 10月1日：3・4両ワンマン運転を開始し、全列車ワンマン運転となる。
- 2022年（令和4年）9月23日：新大村駅と大村車両基地駅を新設[27]。
- 2024年（令和6年）10月3日：早岐駅 - ハウステンボス駅間でICカード「SUGOCA」の取り扱いを開始[4]。
- 2025年（令和7年）度：ハウステンボス駅 - 竹松駅間でICカード「SUGOCA」を導入（予定）[28]。

## 西九州新幹線との関係
2022年9月23日に九州新幹線（西九州ルート）の武雄温泉駅 - 長崎駅間が西九州新幹線として開業し、大村市・諫早市内で大村線がこれと一部並行している。当初、大村市内にこの西九州ルートと接続する在来線新駅の設置予定はなかったが、竹松駅 - 諏訪駅間に新大村駅が新幹線の駅と併設される形で、松原駅 - 竹松駅間に大村車両基地駅が新幹線の車両基地と隣接する形で、それぞれ請願駅として設置された。
なお、西九州新幹線の並行在来線としては長崎本線が取り上げられており、新大村駅が当線にも設置され、並行する新幹線も利用できるようになった新大村駅 - 諫早駅間は経営分離の対象とはなっていない。この区間については幹在同一視が適用されず、新幹線と在来線は異なる経路として扱われる。

## 駅一覧
- 停車駅
  - 普通…すべての駅に停車
  - 快速・区間快速（シーサイドライナー）…●印の駅は停車、▼印の駅は長崎行き1本のみ停車、｜印の駅は通過
  - 特急…「ハウステンボス (列車)」参照
- 線路（全線単線） … ◇・△・∨・∧：列車交換可能（△は交換列車の一方がハウステンボス駅発着の場合のみ交換可能）、｜：列車交換不可
- 全駅長崎県内に所在。

| 電化状況 | 駅名             | 駅間 営業 キロ | 累計 営業 キロ | 区間快速 | 快速 | 接続路線                                                                          | 線路 | 所在地   | 所在地   |
| -------- | ---------------- | -------------- | -------------- | -------- | ---- | --------------------------------------------------------------------------------- | ---- | -------- | -------- |
| 交流電化 | 早岐駅           | -              | 0.0            | ●        | ●    | 九州旅客鉄道：■佐世保線（博多方面・佐世保方面それぞれへ直通運転）                 | ∨    | 佐世保市 | 佐世保市 |
| 交流電化 | ハウステンボス駅 | 4.7            | 4.7            | ●        | ●    |                                                                                   | △    | 佐世保市 | 佐世保市 |
| 非電化   | 南風崎駅         | 0.9            | 5.6            | ●        | ｜   |                                                                                   | ◇    | 佐世保市 | 佐世保市 |
| 非電化   | 小串郷駅         | 4.0            | 9.6            | ●        | ｜   |                                                                                   | ｜   | 東彼杵郡 | 川棚町   |
| 非電化   | 川棚駅           | 4.0            | 13.6           | ●        | ●    |                                                                                   | ◇    | 東彼杵郡 | 川棚町   |
| 非電化   | 彼杵駅           | 6.0            | 19.6           | ●        | ●    |                                                                                   | ◇    | 東彼杵郡 | 東彼杵町 |
| 非電化   | 千綿駅           | 4.4            | 24.0           | ●        | ｜   |                                                                                   | ｜   | 東彼杵郡 | 東彼杵町 |
| 非電化   | 松原駅           | 4.5            | 28.5           | ●        | ｜   |                                                                                   | ◇    | 大村市   | 大村市   |
| 非電化   | 大村車両基地駅   | 2.6            | 31.1           | ●        | ▼    |                                                                                   | ｜   | 大村市   | 大村市   |
| 非電化   | 竹松駅           | 1.7            | 32.8           | ●        | ●    |                                                                                   | ◇    | 大村市   | 大村市   |
| 非電化   | 新大村駅         | 0.9            | 33.7           | ●        | ●    | 九州旅客鉄道：■西九州新幹線                                                       | ｜   | 大村市   | 大村市   |
| 非電化   | 諏訪駅           | 1.1            | 34.8           | ｜       | ｜   |                                                                                   | ｜   | 大村市   | 大村市   |
| 非電化   | 大村駅           | 1.4            | 36.2           | ●        | ●    |                                                                                   | ◇    | 大村市   | 大村市   |
| 非電化   | 岩松駅           | 3.8            | 40.0           | ｜       | ｜   |                                                                                   | ◇    | 大村市   | 大村市   |
| 非電化   | 諫早駅           | 7.6            | 47.6           | ●        | ●    | 九州旅客鉄道：■西九州新幹線・■長崎本線（長崎駅まで直通運転） 島原鉄道：島原鉄道線 | ∧    | 諫早市   | 諫早市   |